# 褌祝
褌祝（ふんどしいわい、へこいわい）は、日本の一部地方で行われる、男子が成人になるための通過儀礼。第二次性徴期を迎える十代前半の男児が初めて褌（ふんどし）を締めて成人と見なされることから由来する。

## 概要
主に西日本を中心に行われるが、東日本では長野県、千葉県、茨城県でも散見されている。男児が成人男性に達したことを祝う、日本古来の私的祭事であり、公家などが行う「元服」に相当する庶民階級の通過儀礼であった。褌は下着として陰部を覆うことから、生殖能力を備えたことを祝う象徴として用いられた。この儀式で、近親縁者を招き、宴席を設けるところもあった。
褌は母方の伯母・叔母か、いない場合、父方の伯母・叔母から贈られることを基本としている。父方の伯母・叔母もいない場合は、母親か姉妹と、血族の女性から贈るものとされ、「オバクレフンドシ」と呼ばれていた。
地域によって成年の年齢の違いはあるが、おおむね13歳から15歳の年齢に達した男子とされる。成年に達した男子は、布1反と米か、あるいは、餅か酒を女性宅に持参し、その1反の布を女性が褌（六尺褌）に仕立てて、男子を裸にし、褌の締め方や使い方を教え伝えて、祝いの杯を交わす儀式であるといわれる。この儀式を終えた男子は以後、褌の着用が許され、村の共同体で結婚の資格を有した一人前の男性と扱われた。褌が成人の下着と扱われるゆえんであり、成年に達しない男子の着用は許されなかった。
一部の地方では、この褌祝の祭事は、子に性技の作法を伝える、性教育の儀式でもあったといわれる。母系家族の代表である母親が、男子が成長し、生殖能力を備えたことを祝い、その幸福と成功を祝う儀式として、母方の家系の姉妹が男子の最初の性行為の相手として選ばれた。それ以前では、母親が直接の相方となっていたようであるが、近親相姦のタブーが広まったことから、母方の姉妹、ついで、血族以外の女性へと変遷していったことが推定される
近代以降、褌も六尺褌から、時代と共に簡略化されて越中褌で行う地区もあったが、昭和に入り、近親相姦のタブーが拡がったことや、第二次世界大戦後は、洋装化が進み、核家族化の進展と共に褌が廃れたことで、褌祝の祭事を行う地区はほとんどなくなり、その内容も形式的に赤飯等を配るなどの内容となっているようである。